# L'Énigme de Guillaume Tell
L'Énigme de Guillaume Tell est un tableau réalisé par le peintre espagnol Salvador Dalí en janvier 1934. Cette huile sur toile surréaliste représente Lénine un genou à terre et deux protubérances s'échappant de son corps, dont une en forme de baguette, soutenues par des sortes de béquilles. Elle est conservée au Moderna Museet, à Stockholm. Le tableau a provoqué une grave crise au sein des surréalistes, avec un "procès de Dali" organisé dans l'appartement d'André Breton, le soir du 5 février 1934, donnant lieu à une prestation mémorable de Dali.